# The Marriage Bond
The Marriage Bond é um filme de drama produzido no Reino Unido e lançado em 1932.